# 大原麗子 炎のように
『大原麗子 炎のように』（おおはられいこ ほのおのように）は、女優・大原麗子の実弟である大原政光の監修のもと、前田忠明によって執筆されたノンフィクション。
本作を原作にしたテレビドラマが、内山理名主演で2013年3月に放送された。

## テレビドラマ
『大原麗子没後3年ドラマスペシャル 女優 麗子〜炎のように』（おおはられいこぼつごさんねんドラマスペシャル じょゆう れいこ ほのおのように）のタイトルで、2013年3月6日の21:00 - 23:08にテレビ東京系列で放送された。

### 制作・放送にあたって
当初は2012年9月から撮影に入り、2012年秋に放送が予定されていたが、大原麗子役に内定していた尾野真千子や森進一を演じる予定だった俳優がキャストの公式発表直前に相次いで降板したため、キャスティングの再調整からやり直すこととなり、放送延期を余儀なくされた。
その後、麗子役に内山理名が決まり、大原が生前住んでいた住宅でも撮影が行われた。ドラマでは大原麗子の波乱に満ちた生涯と愛の真実を、監修も務めた実弟・政光の視点で描かれており、彼女に関わった人物は実名で登場している。なお脚本を手がけた清水曙美は、第一稿執筆後の2012年2月21日に心不全で急逝しており、本作が遺作となった。

### キャスト
- 大原麗子 - 内山理名（幼少期：川島鈴遥）
- 渡瀬恒彦 - 徳重聡
- 大原政光 - 杉浦太陽（幼少期：長谷川戒）
- 森進一 - 田代万里生
- 銀次 - 澤村宗之助
- 大原満子 - 小林綾子
- 夏木治 - 金田賢一
- 前田忠明 - 林泰文
- 水野マネージャー - 小林健
- 運転手・寺田 - 吉田智則
- 飯塚君子 - 木村理恵
- 三上勉 - 大和田伸也（友情出演）
- 大原千代 - 川島なお美
- 渡瀬絹代 - 松原智恵子
- 岸間浩次 - みのもんた
- 西尾信雄 - 藤原習作
- 高林繁 - 黒川恭佑
- 村井貴一 - 新宮乙矢
- 井上順 - 渡辺凱
- 森家のお手伝い - 原扶貴子
- 渡瀬陽平 - 藤田宗久
- 岡田惣一 - 山口眞司
- 大原政武 - 田中健
- 浅丘ルリ子 - 瀬奈じゅん（特別出演）
- 香山信人 - 古谷一行（友情出演）
- 飯塚（大原）俊子 - 高橋惠子
- その他 - 西海健二郎、酒井尊之、飯沼千恵子、中條サエ子、小川隆市、八島未来、菊川浩二、菅原貴志、丹原新浩、入木純一、堀田勝、土山壮也、川合朗弘、室伏摩耶、高橋佐織、石原幸弘、松岡史明

### スタッフ
- 原作 - 前田忠明、大原政光「大原麗子 炎のように」（青志社刊）
- 脚本 - 清水曙美
- プロデューサー - 阿部真士（テレビ東京）、岡本俊次（国際放映）
- 照明 - 大寶学
- 撮影 - 二之宮行弘
- 録音 - 岩橋尚治
- VE - 阿部正美
- 選曲 - 田中稔
- 効果 - 森山顕仁
- MA - 渡辺美枝
- 編集 - 福田豊
- ライン編集 - 瀬戸山真也
- 参考文献 - 鴨下信一『長く愛された「女優の素顔」』（「文藝春秋」2009年10月号掲載）
- タイトルバック写真提供 - 篠山紀信
- CM協力 - ACC・CM情報センター
- 医事監修 - 中澤暁雄
- 協力 - ひばりプロダクション
- 美術プロデューサー - 森川一雄（KHKアート）
- 美術制作 - 山﨑輝
- 衣裳 - 宮本まさ江（ワードローブ）、村田野恵
- ヘアメイク - 竹内三枝子（スタジオまむ）
- ウィッグ協力 - アデランス
- 番組宣伝 - 外池由美・宮本聖子（テレビ東京）
- プロデューサー補 - 小俣絵梨
- 車両協力 - マエダオート
- 大道具 - 手塚常光
- 造園 - 渡辺篤
- 番組デスク - 橋口知恵子（テレビ東京）
- ホームページ制作 - 齋藤奈津美（テレビ東京）
- スチール - 川澄雅一
- 協力プロデューサー - 浦井孝行
- 制作担当 - 植野亮
- 助監督 - 梅原紀且
- 記録 - 杉山昌子
- 技術協力 - NiTRo
- チーフプロデューサー - 岡部紳二（テレビ東京）
- 監督 - 水谷俊之
- 製作 - テレビ東京、国際放映

### 放送局・放送時間
| 放送対象地域   | 放送局         | 系列           | 放送日・放送時間            | 備考       |
| -------------- | -------------- | -------------- | --------------------------- | ---------- |
| 関東広域圏     | テレビ東京     | テレビ東京系列 | 2013年3月6日 21:00 - 23:08  | 制作局     |
| 北海道         | テレビ北海道   | テレビ東京系列 | 2013年3月6日 21:00 - 23:08  | 同時ネット |
| 愛知県         | テレビ愛知     | テレビ東京系列 | 2013年3月6日 21:00 - 23:08  | 同時ネット |
| 大阪府         | テレビ大阪     | テレビ東京系列 | 2013年3月6日 21:00 - 23:08  | 同時ネット |
| 岡山県・香川県 | テレビせとうち | テレビ東京系列 | 2013年3月6日 21:00 - 23:08  | 同時ネット |
| 福岡県         | TVQ九州放送    | テレビ東京系列 | 2013年3月6日 21:00 - 23:08  | 同時ネット |
| 岐阜県         | 岐阜放送       | 独立放送局     | 2013年3月6日 21:00 - 23:08  | 同時ネット |
| 滋賀県         | びわ湖放送     | 独立放送局     | 2013年3月6日 21:00 - 23:08  | 同時ネット |
| 和歌山県       | テレビ和歌山   | 独立放送局     | 2013年3月27日 21:00 - 23:09 |            |
| 福井県         | 福井テレビ     | フジテレビ系列 | 2013年4月6日 14:00 - 16:15  |            |
| 秋田県         | 秋田テレビ     | フジテレビ系列 | 2013年5月11日 13:55 - 16:03 |            |
| 静岡県         | 静岡放送       | TBS系列        | 2013年6月1日 12:15 - 14:24  |            |
| 高知県         | 高知放送       | 日本テレビ系列 | 2013年6月8日 12:55 - 15:00  |            |
| 岩手県         | IBC岩手放送    | TBS系列        | 2013年6月8日 13:50 - 15:58  |            |
| 熊本県         | 熊本放送       | TBS系列        | 2013年6月15日 13:10 - 15:20 |            |
| 新潟県         | 新潟テレビ21   | テレビ朝日系列 | 2013年8月3日 14:00 - 16:10  |            |
| 石川県         | 石川テレビ     | フジテレビ系列 | 2013年8月10日 13:00 - 15:10 |            |